# پروتوپانک
پروتوپانک (انگلیسی: Proto-punk) سبک موسیقی راک اجراشده توسط گروه‌های گاراژ راک از اوایل دهه ۱۹۶۰ تا اواسط دهه ۱۹۷۰ میلادی است که به ظهور سبک پانک انجامید.
موسیقی پروتوپانک در واقع سبک متمایز و منحصربه‌فردی نیست و گونه‌های متنوع موسیقایی به‌خصوص گاراژ راک در آن به چشم می‌خورد. موسیقی‌دانان پرتوپانک نیز معمولاً در گروه موسیقی‌دان‌های پانک طبقه‌بندی نمی‌شوند اما طلایه‌داران پانک راک به‌شمار می‌آیند. از مشهورترین گروه‌های این سبک ولوت آندرگراوند و استوجز را می‌توان نام برد.